# Polikarpov R-Z
O Polikarpov R-Z, foi um bombardeiro de reconhecimento biplano de uso geral produzido na União Soviética a partir de meados da década de 30.

## Projeto e desenvolvimento
O R-Z ou R-Zet, era uma versão revisada e melhorada do Polikarpov R-5 que foi produzida em grande escala entre 1935 e 1937. Ele foi desenvolvido pela GAZ No 1 (Fábrica Estatal de Aviões No 1). Ele tinha uma fuselagem mais nova e mais profunda já na concepção monocoque, um canopy deslizante para o piloto e uma estrutura envidraçada fixa para o observador. O motor passou do M-17F (uma cópia licenciada do BMW VI) de 730 hp para um M-34 de 820 hp.
Voou pela primeira vez em Janeiro de 1935 e foi aceito na Força Aérea Soviética, prevalecendo sobre o seu competidor da época, o Kochyerigin LR, também uma derivação do R-5. Na época que a produção foi interrompida em 1937, 1.031 R-Zs haviam sido construídos.

## Histórico operacional
Assim como seu antecessor (o R-5), o R-Z foi usado em grande escala tanto pela Força Aérea Soviética quanto pela Aeroflot.
O seu primeiro uso em combate ocorreu durante a Guerra Civil Espanhola de 1937, quando 61 R-Zs foram fornecidos à Força Aérea da República Espanhola, onde eles eram chamados de Natacha. Eles foram usados extensivamente, voando em formação cerrada e usando fogo defensivo coordenado para se defender dos ataques dos caças, quando retornavam individualmente em voos rasantes.
Apesar de vários deles terem sido danificados por fogo de artilharia em terra, ocorrências de perda total eram relativamente baixas tanto que 36 deles foram capturados íntegros pelos nacionalistas ao final da guerra civil em Abril de 1030.
Os R-Zs foram usados pela Força Aérea Soviética contra o Japão sobre a Mongólia na Batalha de Khalkhin Gol em 1939 e na Guerra de Inverno contra a Finlândia no mesmo ano. Na época da operação Barbarossa em Junho de 1941, o R-Z estava no processo de ser substituído pelo Ilyushin Il-2, no entanto, ele permaneceu em serviço em vários regimentos na configuração de bombardeiro leve.